# منصور البيهاني
منصور ناصر البيهاني مواطن يمني ورد أنه توفي أثناء القتال في الصومال في عام 2011. وتفيد التقارير أنه «قُتل في اشتباك مع القوات الأمريكية قبالة سواحل الصومال». تم نشر فيديو استشهادي عنه في 26 نوفمبر 2011.
وبحسب ما ورد أنه هاجر إلى أفغانستان، وبحسب ما ورد قاتل في الشيشان تحت قيادة خطاب، حتى أصيب بجروح وعاد إلى أفغانستان. وبحسب ما ورد أُلقي القبض عليه في المملكة العربية السعودية ، ونُقل إلى حجزه في اليمن. يقال إنه واحد من 23 معتقلا نجحوا في الفرار من الحجز اليمني في عام 2006.  ثم سافر أخيرًا إلى الصومال، حيث مات وهو يقاتل في صفوف الجهاديين.
هو أخو المعتقلين في غوانتانامو توفيق نصار أحمد البيهاني وغالب البيهاني. ذكرت صحيفة ذا لونج وار أنه قام بتدريب مقاتلي حركة الشباب، وهي جماعة جهادية مسلحة متحالفة مع القاعدة.